# Julio Ariza Irigoyen
Julio Ariza Irigoyen (Carcastillo, 9 de setembre de 1957) és un empresari i polític navarrès. Actualment és propietari i president del grup de mitjans de comunicació Intereconomía.
Vinculat de jove al carlisme. Es llicencià en dret per la Universitat de Navarra i es diplomà en comerç exterior a l'IESE. després es va establir a Sant Cugat del Vallès, on en 1983 treballà com a director comercial en el sector tèxtil. Políticament el 1978 es va vincular a la UCD, i quan aquesta es va ensorrar va recalar finalment al Partido Popular en 1989. El 1993 va substituir en el seu escó Pedro Barceló García, elegit diputat a les eleccions al Parlament de Catalunya de 1992. Després fou elegit diputat per la província de Barcelona pel Partit Popular a les eleccions al Parlament de Catalunya de 1995 de la mà d'Aleix Vidal-Quadras. Ha estat president de la Comissió d'Estudi sobre la Sida (1994-1995) i vicepresident de la Comissió de Política Social. Es va fer famós per parlar en castellà al Parlament de Catalunya, cosa que provocà l'abandó de l'hemicicle de vint diputats nacionalistes. Posteriorment abandonà la política, juntament amb Vidal-Quadras, i la militància al PP, disconforme amb el pacte de govern de 1996 entre José María Aznar i Jordi Pujol
Després de la seva etapa política, Ariza marxà a Madrid, on aconseguí el control de Radio Intereconomía. Aquesta emissora emetia únicament música clàssica i informació financera, però, tanmateix, l'expolític va anar introduint a la graella una programació més generalista, amb el consegüent guany econòmic que comportava.
El següent pas fou l'adquisició al periodista Jaime Campmany de la revista Época, que cap al 2000 tenia un deute econòmic de 400 milions de pessetes que llastava el futur de la publicació. A partir d'aquell any, el nombre d'empreses a nom d'Ariza en el Registre Mercantil va créixer, fins a superar la trentena l'any 2007.
Julio Ariza té molt bones relacions amb alts membres de la jerarquia de l'Església catòlica espanyola i se'l considera un dels grans amics del cardenal Antonio María Rouco Varela. També se l'ha relacionat amb la prelatura de l'Opus Dei.